# 傅姓
傅姓为中文姓氏之一，在《百家姓》中排名第84位，在中国大陆以人口多寡為序則排第53位（2006年数据）
。因同音，傅姓常与付姓相混淆。

## 起源
其主要來有幾個：
1. 根據《通志·氏族略》所載，為商朝名相「傅說」之後。商朝自盤庚遷都「殷」（今河南安陽小屯）後，興旺了一段日子，但其後的小辛和小乙兩繼任人卻沒甚作為，很快便衰落。小乙之後的商高宗武丁決心重振雄風，努力尋找一位能夠輔助他的大臣。一晚，武丁夢見一個叫「說」的人，認定就是理想中的人選。翌日，武丁以夢中所見在群臣百吏中尋找卻沒發現，於是命令群臣照他描述的模樣四處尋訪；終於在傅岩（今山西平陸縣東隱賢社）找到一個叫「說」，從事築土牆的奴隸。武丁與他交談後，認為他真的是個理想人選，便任用他為相，果然天下大治，武丁亦因而被譽為“中興明主”。而「說」被賜姓「傅」，成為了傅姓的祖先。
2. 傅姓有一支出自「姬」姓，是黃帝的後代。黃帝的裔孫「大由」，受封於「傅邑」，其後代用地名作為姓氏。
3. 另有一支出自「賴」姓。楚靈王時期，一支賴姓者遭受逼害，遂改為「羅」及「傅」姓以逃避。
4. 布姓所改。
5. 羌族，张澍在《姓氏导言》中称：“……西羌有傅姓，王莽时之傅幡是也。”
6. 清代以後，有本姓「富察」、「郎佳」等之滿人因各種原因改姓「傅」。

中國還有「傅其」與「傅余」的複姓。「傅其」姓見《续通志·民族略》。《通志·氏族略》注：“傅余氏者，傅氏余之族也”。《姓氏考略》注引《姓氏英贤传》云：“傅说既为相，有留居傅岩者，谓之傅余氏；秦乱（傅姓）自清河入吴，汉兴，还本郡，余不还者，曰傅余氏”。

## 遷徙與分佈
先秦时期傅姓主要活动于河南和山西。漢初傅宽隨刘邦打天下，獲封阳陵侯，任汉朝丞相，傅姓的足迹於是踏入山东。西晋时，傅姓再入河北、江苏、浙江等地。唐末随中原南下移民潮进入福建。明朝时傅姓已分布于江南各地；清初进入台湾。 　　
当代傅姓为全国第五十三位姓氏，大约占全国人口的0.36%。目前主要集中于湖南、安徽、四川、河南等四省，大约占全国傅姓总人口的35%；其次分布于河北、江西、浙江、湖北、山东等五省，五省又集中了28%。其中傅姓第一大省是湖南，约占全国傅姓总人口的9%。

## 傅姓古墓
- 傅实墓[來源請求]
- 傅氏开闽始祖墓[來源請求]
- 位於南安县丰州环山村金钗山西南麓[來源請求]
- 傅居献墓[來源請求]
- 位於南安县丰州镇桃源村发华山[來源請求]

## 延伸阅读
[在维基数据编辑]
 《百家姓》
 《欽定古今圖書集成·明倫彙編·氏族典·傅姓部》，出自陈梦雷《古今圖書集成》